# Gerrit Smith Miller

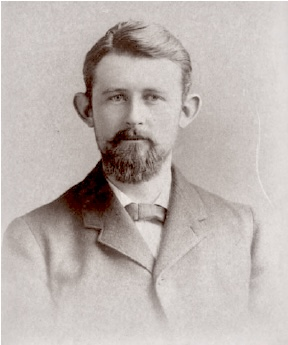
Gerrit Smith Miller (1897)

Gerrit Smith Miller, Jr (* 9. Dezember 1869 in Peterboro, New York; † 24. Februar 1956 in Washington) war ein US-amerikanischer Zoologe und Botaniker. Sein offizielles botanisches Autorenkürzel lautet „G.S.Mill.“

## Leben und Wirken
Im Jahre 1894 graduierte er an der Harvard-Universität und arbeitete unter Clinton Hart Merriam (1855–1942) am US-Landwirtschaftsministerium. 1898, vier Jahre später, wurde er assistierender Kurator am United States National Museum in Washington. Von 1909 bis 1940 gehörte er der biologischen Abteilung der Smithsonian Institution an. 1921 wurde er in die American Academy of Arts and Sciences gewählt.
In seinen Studien über Abdruck-Proben des Piltdown-Menschen, die er 1915 veröffentlichte, kam er zu der Schlussfolgerung, dass der Kieferknochen einem fossilen Menschenaffen zuzuordnen sei.

## Dedikationsnamen
Daniel Giraud Elliot widmete seinem Freund 1903 die zu den Mausohren gehörende Art Myotis milleri.

## Werke
- Directions for Preparing Study Specimens of Small Mammals (1894)
- Results of the Study of North American Land Mammals to che Close of the Year 1900 (1901)
- The Families and Genera of Bats (1907)
- Catalogue of the Land Mammals of Western Europe (1912)